# Vincenza Armani
Vincenza Armani (Venècia, c. 1530 – Cremona, 11 de setembre de 1569), va ser una actriu de la commedia dell'arte, cantant, poeta, música, puntaire i escultora italiana. Va ser una de les actrius italianes més famoses de l'època i coneguda com la «Divina Vincenza Armani». Ella i Barbara Flaminia van ser les dues actrius més conegudes de l'època i foren descrites com a grans rivals. Armani, en ser de les actrius ben documentades a la Itàlia del Renaixement, es pot considerar entre les primeres de l'Europa moderna.

## Biografia
Vincenza Armani nasqué a Venècia a la primera meitat del segle XVI, d'una família trentina, i en va rebre una rica educació.
El seu debut a Mòdena va deixar el públic meravellat. Entre les primeres vegades que actuà, s'esmenta quan va interpretar el paper d'un home a la companyia de teatre de Zan Ganassa, a Màntua, l'any 1565. i després ja es va convertir en la prima donna de la famosa companyia de comedia dell'arte «I Gelosi», de Flaminio Scala. El 1566, la seva dona, Barbara Flaminia, és anomenada com la rival d'Armani en fama i reconeixement i, l'estiu de 1567, totes dues van actuar en competició a Màntua.
Segons documentació epistolar d'Adriano Valerini, amant i amic de l'actriu, es diu de Vincenza Armani que podia actuar en tres estils diferents: comèdia, tragèdia i també en el gènere de la pastoral, que va introduir per primer cop en escena. I que va recórrer moltes ciutats d'Itàliaː Florència, Siena, Lucca, Milà, Brescia, Verona, Vicenza, Pàdua, Venècia, Ferrara, Màntua, Parma, Piacenza, Pavia i Cremona, on va morir.
Va ser lloada pels poetes coetanis, entre els quals Giovanni Saravalle, Giacomo Mocenigo, Giovanni Acciaiuoli, i celebrada a les Acadèmies literàries. Tomasso Garzoni la va anomenar «Divina», «la perfecta comendiant» o «la docta Vincenza» i en va dir que:
«...imitant l'eloqüència ciceroniana, ha posat l'art teatral en competència amb l'oratòria i, en part amb bellesa admirable, en part amb una gràcia indescriptible, ha erigit un triomf molt gran d'ella mateixa al món de l'espectacle, donant-se a conèixer com l'actriu més excel·lent de la nostra època".
Més enllà de la seva carrera escènica, va escriure poesia i va compondre madrigals. Confeccionava puntes de coixí i escultures de cera. Vincenza Armani va ser enverinada a Cremona, possiblement a causa d'una gelosia professional.